# Image of Victory
Image of Victory is een in 2021 verschenen film van Israëlische makelij. De film wordt geregisseerd door Avi Nesher en draait om de waargebeurde verhaal van de  slag en het verlies van de kibboets Nitzanim tijden de Arabisch-Israëlische Oorlog van 1948. 

## Plot
De film speelt zich af in de periode van eind 1947 tot juni 1948. De gebeurtenissen worden getoond vanuit twee gezichtspunten, namelijk dat van de kibboets bewoners en vanuit dat van de jonge Egyptische journalist Mohammed Hassanein Heikal die een propagandafilm maakt en daarvoor een groep Palestijnse strijders volgt uit een naburig Arabisch dorp die het op de kibboets hebben voorzien.
Het tweede deel van Image of Victory draait om de Slag bij Nitzanim. De  Arabisch-Israëlische Oorlog van 1948 verliep desastreus voor Egypte. Voordat de Egyptische strijdkrachten zich definitief terug trokken van Israëlische bodem heeft de koning een succes nodig om zich te kunnen weren tegen binnenlandse krediet. Egypte besluit daarom om de kibboets Nitzanim aan te vallen. Aan de kant van de Israëli's vallen veel doden. De laatste overlevenden gaven zich over en werden in krijgsgevangenschap gevoerd, om een jaar later uitgewisseld te worden tegen Egyptische gevangenen.

## Prijzen
De film werd in eigen land genomineerd voor vijftien Ophirs. Uiteindelijk won zij er drie, namelijk voor beste cinematografie, beste make-up en beste kostuumontwerp.

## Rolverdeling
| Acteur           | Karakter                  | Bijzonderheden                                           |
| ---------------- | ------------------------- | -------------------------------------------------------- |
| Joy Reiger       | Mira Ben-Ari              | Kibboetslid                                              |
| Amir Khoury      | Mohamed Hassanein Heikal  | Egyptische journalist                                    |
| Ala Dakka        | Khalif                    | Commandant van de Egyptische strijdkrachten              |
| Eliana Tidhar    | Ada                       | Kibboetslid, migrant vanuit Argentinië                   |
| Tom Avni         | Yareakh Bleiberg          | Kibboetslid, melker                                      |
| Meshi Kleinstein | Hadassa                   | Kibboetslid, migrant vanuit Argentinië                   |
| Elisha Banai     | Elyakim Ben Ari           | Kibboetslid, ex-partner van Mira                         |
| Netta Roth       | Naomi                     | Kibboetslid                                              |
| Elad Levi        | Khaim "J'amous" (Buffalo) | Israëlisch soldaat                                       |
| Yadin Gellman    | Avraham Schwarzstein      | Commandant in het Israëlisch leger                       |
| Gil Cohen        | Khabani                   | Israëlisch soldaat                                       |
| Adam Gabay       | Ben Gigi                  | Sergeant in het Israëlisch leger                         |
| Amit Moresht     | "Kilometer"               | Israëlisch soldaat                                       |
| Nir Knaan        | Zigi                      | kibboetslid, pianist, holocaustoverlevende uit Duitsland |
| Yonatan Barak    | Abba Kovner               | Politiek commissaris                                     |
| Hisham Sulliman  |                           | Cameraman                                                |
| Abdallah El Akal | Salman                    |                                                          |
| Itamar Zohar     | Romek                     | Kibboetslid                                              |
| Noam Segal       | Dani Ben Ari              | Zoon van Elyakim and Mira                                |
| Kamal Zaid       | Yousuf                    |                                                          |